# Chironomus corax
Chironomus corax är en tvåvingeart som först beskrevs av Jean-Jacques Kieffer 1911.  Chironomus corax ingår i släktet Chironomus och familjen fjädermyggor.
Artens utbredningsområde är Tyskland. Inga underarter finns listade i Catalogue of Life.